# 山梨県小瀬スポーツ公園体育館

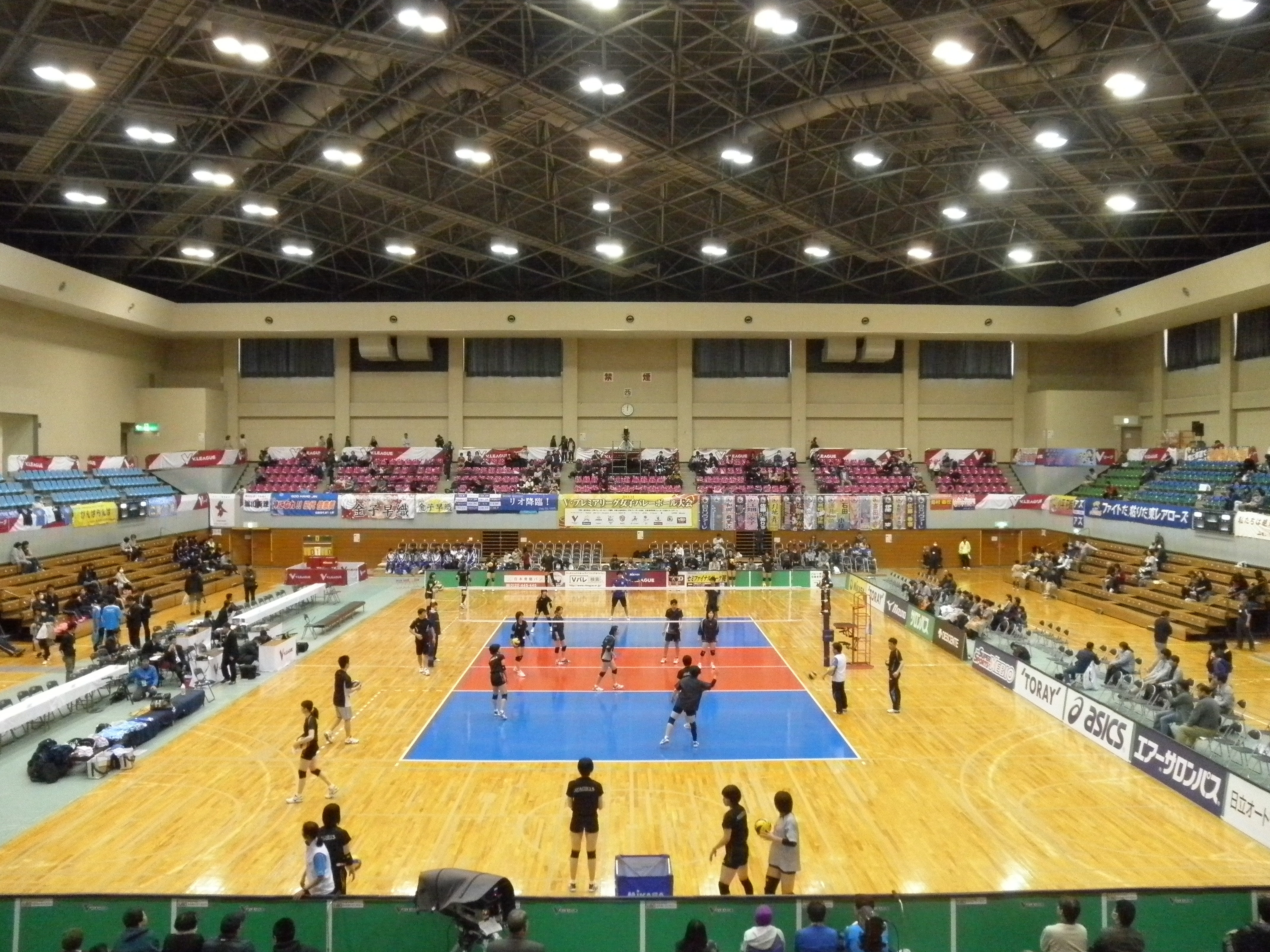
メインアリーナ

山梨県小瀬スポーツ公園体育館（やまなしけん・こせスポーツこうえん・たいいくかん）は、山梨県甲府市の山梨県小瀬スポーツ公園内にある体育館。施設は山梨県が所有し、山梨県スポーツ協会が指定管理者として運営管理にあたっている。

## 施設概要
- メインアリーナ:縦50m×横44m（2分割、4分割しての使用が可能）
- サブアリーナ：縦37m×横21m（2分割しての使用が可能）
- プレイルーム：縦18m×横11m
- スタンド：3,344人収容（固定式2,518人、可動式826人）

## 主な大会・イベント
- 1986年10月に開催されたかいじ国体では、9人制バレーボール競技成年男女種目の会場となった[1]。
- Vプレミアリーグのサントリーサンバーズが、毎年ホームゲームを開催している[2][3]。
- 県内のバレーボールやバスケットボールの主要大会のほか、女子バスケットボールのクラブチーム山梨クィーンビーズの主催試合も行なわれている。

## 交通アクセス
- 山梨県小瀬スポーツ公園#交通アクセスを参照